# サショ・ウドヴィッチ
サショ・ウドヴィッチ（Sašo Udovič、1968年12月12日 - ）は、スロベニア (旧ユーゴスラビア)・リュブリャナ出身の元サッカー選手。現役時代のポジションはFW。元スロベニア代表。

## 略歴
1989年にHNKハイドゥク・スプリトでプロデビューし、1993年にベルギーのKSKベフェレンに移籍すると、加入後1シーズン目にしてリーグ戦で19得点を挙げた。その後はFCローザンヌ・スポルトとLASKリンツに短期間在籍して現役を引退した。
独立後初の試合を戦ったスロベニア代表メンバーの一人。2000年にはUEFA EURO 2000に臨む同代表に招集され、背番号9を付けてグループステージ2試合に出場したが、無得点に終わった。また、1996年2月7日のアイスランド代表戦では、スロベニア代表の1試合における歴代最多得点記録となる5得点を挙げ、7-1での快勝に貢献した。